# Омсукчански хребет
Омсукча̀нският хребет (на руски: Омсукчанский хребет) е планински хребет в Североизточна Азия, в централната част на Колимската планинска земя, в централната част на Магаданска област на Русия. Простира се от север на юг на протежение от 300 km, между долините на реките Балигичан на запад и Сугой на изток, десни притоци на Колима. На юг се свързва с главното било на Колимската планинска земя. В Омсукчанския хребет се издига най-високата точка на цялата Колимска планинска земя – 1962 m (61°34′55″ с. ш. 155°19′38″ и. д. / 61.581944° с. ш. 155.327222° и. д.), разположена в най-южната му част, на 100 km южно от сгт Омсукчан.
Осовата му част е изградена от кредни ефузивни скали, а периферните части – от мезозойски пясъчници и шисти. За северните му части са характерни меките форми на релефа, а на юг височината му нараства и формите на върховете и билото придобиват алпийски вид. От него водят началото си река Балигичан и всичките нейни десни притоци (Кирчан, Джагин, Булур, Нягаин и др.) и всичките леви притоци на река Сугой (Марат, Волна и др.). По долините на реките се срещат редки тополови гори, по склоновете до 800 – 900 m – редки лиственични гори, а нагоре – планинска тундра и безжизнени каменисти пространства.